# Seis días de Bassano del Grappa
Los Seis días de Bassano del Grappa fue una carrera de ciclismo en pista, de la modalidad de seis días, que se disputó en Bassano del Grappa (Italia). Su primera edición data de 1986 y duró hasta 1998. De 2012 a 2013 se realizaron 2 nuevas ediciones en un formato de tres noches llamado Tres noches de Bassano del Grappa.

## Palmarés
| Año                               | Ganadores                                   | Segundos                                          | Terceros                                       |
| Seis días de Bassano del Grappa   | Seis días de Bassano del Grappa             | Seis días de Bassano del Grappa                   | Seis días de Bassano del Grappa                |
| --------------------------------- | ------------------------------------------- | ------------------------------------------------- | ---------------------------------------------- |
| 1986                              | Roberto Amadio Danny Clark Francesco Moser  | Anthony Doyle Silvio Martinello Paolo Rosola      | Gert Frank Urs Freuler Josef Kristen           |
| 1987                              | Moreno Argentin Anthony Doyle Roman Hermann | Pierangelo Bincoletto Danny Clark Francesco Moser | Adriano Baffi Josef Kristen Hans-Henrik Ørsted |
| 1988                              | Danny Clark Francesco Moser                 | Adriano Baffi Anthony Doyle                       | Silvio Martinello Stan Tourné                  |
| 1989                              | Adriano Baffi Danny Clark                   | Pierangelo Bincoletto Stan Tourné                 | Stefano Allocchio Silvio Martinello            |
| 1990                              | Volker Diehl Silvio Martinello              | Marat Ganeïev Konstantin Khrabvzov                | Mario Cipollini Urs Freuler                    |
| 1991-1995                         | ediciones no realizadas                     |                                                   |                                                |
| 1996                              | Silvio Martinello Marco Villa               | Bruno Risi Kurt Betschart                         | Cristiano Citton Andrea Collinelli             |
| 1997                              | Cristiano Citton Andrea Collinelli          | Silvio Martinello Marco Villa                     | Bruno Risi Kurt Betschart                      |
| 1998                              | Marco Villa Adriano Baffi                   | Andrea Collinelli Giovanni Lombardi               | Etienne De Wilde Matthew Gilmore               |
| Tres noches de Bassano del Grappa |                                             |                                                   |                                                |
| 2012                              | Franco Marvulli Elia Viviani                | Tomas Alberio Kabir Lenzi                         | Fabio Masotti Walter Pérez                     |
| 2013                              | Piergiacomo Marcolina Franco Marvulli       | Marcel Barth Nico Hesslich                        | Vojtěch Hačecký Marek Mixa                     |